# Fear of Music
| 전문가 평가                   | 전문가 평가 |
| 평가 점수                     | 평가 점수   |
| 출처                          | 점수        |
| ----------------------------- | ----------- |
| AllMusic                      | [ 3 ]       |
| Chicago Tribune               | [ 4 ]       |
| Christgau's Record Guide      | A−          |
| Consequence of Sound          | A+          |
| The Irish Times               | [ 7 ]       |
| Mojo                          | [ 8 ]       |
| Pitchfork                     | 10/10       |
| The Rolling Stone Album Guide | [ 10 ]      |
| Spin Alternative Record Guide | 9/10        |
| Uncut                         | 9/10        |

《Fear of Music》은 1979년 8월 3일에 발매된 미국의 록 밴드 토킹 헤즈의 세 번째 스튜디오 음반이다. 1979년 4월과 5월 동안 뉴욕의 한 장소에서 녹음되었으며, 4중주단과 브라이언 이노가 프로듀싱을 맡았다. 이 음반은 빌보드 200에서 21위, 영국 음반 차트에서 33위에 올랐으며, 싱글 〈Life During Wartime〉, 〈I Zimbra〉, 〈Cities〉를 발매했다.
《Fear of Music》은 비평가들로부터 호평을 받았다. 파격적인 리듬과 프런트맨 데이비드 번의 서정적인 연주가 집중된 찬사다. 이 음반은 종종 최고의 토킹 헤즈 음반 중 하나로 여겨지며, 여러 출판사의 역대 최고의 음반 목록에 포함되었다.

## 기원 및 녹음
1978년에 발매된 토킹 헤즈의 두 번째 음반 《More Songs About Buildings and Food》는 밴드의 소리의 색깔들을 확장시켰다. 음반에는 알 그린의 〈Take Me to the River〉의 커버곡인 히트 싱글이 포함되어 있었는데, 이 곡은 4중주단의 상업적인 주목을 받았다. 1979년 3월, 밴드 멤버들은 미국의 전국적인 음악 쇼 《아메리칸 밴드스탠드》에서 이 노래를 연주했다. 공연이 끝난 후 며칠 동안, 그들은 단순히 "싱글 머신"으로 간주되는 것을 원하지 않는다고 결정했다. 토킹 헤즈는 1979년 봄에 프로듀서 없이 뉴욕의 스튜디오에 들어가 데모 트랙을 연습했다. 음악적으로, 밴드는 새로운 노래의 혼합에서 더 두드러지게 만들어 줌으로써 《More Songs About Buildings and Food》에 있는 "미묘한 변장" 디스코 리듬을 확장하기를 원했다. 녹음 계획은 4중주단이 세션 동안 결과에 만족하지 못한 후에 보류되었다. 1970년대 중반에 밴드 멤버들이 음반사와 계약하기 전에 연주했던 드러머 크리스 프란츠와 베이시스트 티나 웨이머스의 로프트에서 리허설을 하기로 결정했다. 이전 음반을 프로듀싱한 이노가 도움을 요청받았다.
번은 음반의 영감, 특히 〈Life During Wartime〉을 이스트 빌리지의 A번가에서의 삶으로 돌렸다.
1979년 4월 22일과 5월 6일, 프란츠와 웨이머스의 집 밖에 주차된 음향 공학 승무원들이 탄 레코드 플랜트 밴이 그들의 다락방 창문을 통해 케이블을 통과했다. 이 이틀 동안 토킹 헤즈는 이노와 함께 기본 트랙을 녹음했다. 번은 《More Songs About Buildings and Food》와 같은 사회 속의 인물들을 통합하는 대신, 그들을 디스토피아 상황에 혼자 두기로 결정했다. 웨이머스는 처음에 번의 결정에 회의적이었지만, 그녀를 설득할 수 있었다. 그녀는 번이 가진 리듬감각이 "미쳤지만 환상적"이라며 그가 홈 세션에서 밴드의 레코딩 드라이브의 핵심이었다고 설명했다. 노래가 발전함에 따라, 악기 부분을 연주하는 것이 밴드 멤버들에게 더 쉬워졌다. 이노는 그들의 사운드를 형성하고 자신감을 기록하는 데 도움이 되었고 트랙이 모두 만들어지면 전자적인 처리 작업을 했다.

## 홍보 및 발매
《Fear of Music》을 마친 후, 토킹 헤즈는 1979년 6월에 그들의 첫 태평양 지역 투어를 시작했고 뉴질랜드, 호주, 일본, 하와이에서 콘서트를 열었다. 이 음반은 8월 3일 전세계에 발매되었다. LP 슬리브는 밴드 멤버 제리 해리슨이 디자인했다. 완전히 검은색이며 다이아몬드 판 금속 바닥의 외관과 질감을 닮은 무늬가 양각되어 있다. 나머지 작품들은 번이 만들었고 지미 가르시아가 필립 스트랙스 박사의 도움을 받아 만든 열에 민감한 사진을 포함하고 있다. 최종 디자인은 1980년 그래미 어워드 최우수 레코딩 패키지 부문 후보에 올랐다. 해리슨은 그 밴드에 "터무니없는" 타이틀을 제안했다. 웨이머스에 따르면, 음반의 주제와 "맞다"는 점, 그리고 4중주단이 만들 때 많은 스트레스와 압박을 받고 있다는 점 때문에 받아들여졌다고 한다.
1979년 8월 미국 투어에서 신소재를 선보였다. 당시 번은 《롤링 스톤》에게 "우린 우스운 입장에 있습니다. 들을 수 없는 음악을 만드는 것은 우리를 기쁘게 할 수 없겠지만, 우리는 인기를 위해 타협하고 싶지는 않습니다."라고 말했다. 밴드는 9월에 열린 에든버러 페스티벌에서 밴 모리슨, 치프타인스와 헤드라이너 자리를 공유하고 올해 말까지 유럽 홍보 투어를 시작했다. 《Fear of Music》은 미국에서 500,000장 이상이 판매된 후 1985년 9월 17일 미국 음반 산업 협회에 의해 골드 인증을 받았다.

## 곡 목록
모든 곡들은 특별한 언급이 없는 한 데이비드 번에 의해 작사/작곡하였다.
| #  | 제목                    | 작사·작곡                                     | 재생 시간 |
| -- | ----------------------- | --------------------------------------------- | --------- |
| 1. | 〈I Zimbra〉            | 번, 브라이언 이노, 휴고 볼                    | 3:09      |
| 2. | 〈Mind〉                |                                               | 4:13      |
| 3. | 〈Paper〉               |                                               | 2:39      |
| 4. | 〈Cities〉              |                                               | 4:10      |
| 5. | 〈Life During Wartime〉 | 번, 크리스 프란츠, 제리 해리슨, 티나 웨이머스 | 3:41      |
| 6. | 〈Memories Can't Wait〉 | 번, 해리슨                                    | 3:30      |

| #  | 제목                | 작사·작곡  | 재생 시간 |
| -- | ------------------- | ---------- | --------- |
| 1. | 〈Air〉             |            | 3:34      |
| 2. | 〈Heaven〉          | 번, 해리슨 | 4:01      |
| 3. | 〈Animals〉         |            | 3:30      |
| 4. | 〈Electric Guitar〉 |            | 3:03      |
| 5. | 〈Drugs〉           | 번, 이노   | 5:10      |

## 인증
| 국가                       | 인증 | 판매량/출하량 |
| -------------------------- | ---- | ------------- |
| 미국 (RIAA)                | 골드 | 500,000^      |
| ^출하량을 기반으로 한 인증 |      |               |